# Władysław Ślewiński
Władysław Ślewiński (Nowy Białynin, 1 de junho de 1856 — Paris, 24 de março de 1918) foi um pintor polonês. Era amigo de Paul Gauguin e é considerado um dos maiores representantes do movimento da Polônia Jovem.